# Будуш
Будуш (рум. Buduș) — село у повіті Бистриця-Несеуд в Румунії. Входить до складу комуни Будаку-де-Жос.
Село розташоване на відстані 317 км на північ від Бухареста, 6 км на південний схід від Бистриці, 78 км на північний схід від Клуж-Напоки.

## Населення
За даними перепису населення 2002 року у селі проживали 574 особи. Рідною мовою 571 особа (99,5%) назвала румунську.
Національний склад населення села:
| Національність | Кількість осіб | Відсоток |
| -------------- | -------------- | -------- |
| румуни         | 533            | 92,9%    |
| цигани         | 36             | 6,3%     |